# پل آجری خرماکلا
پل آجری خرماکلا مربوط به دوره صفوی است و در شهرستان قائم شهر، بخش مرکزی، روستای خرما کلا واقع شده و این اثر در تاریخ ۱۰ بهمن ۱۳۸۳ با شمارهٔ ثبت ۱۱۳۳۷ به‌عنوان یکی از آثار ملی ایران به ثبت رسیده است.